# Bataille de Riga (1917)
Première Guerre mondiale
Batailles
Front d'Europe de l’Est
- Stallupönen (08-1914)
- Gumbinnen (08-1914)
- Tannenberg (08-1914)
- Île d'Odensholm (08-1914)
- Lemberg (08-1914)
- Krasnik (08-1914)
- Komarów (08-1914)
- Lacs de Mazurie (I) (09-1914)
- Przemyśl (09-1914)
- Vistule (09-1914)
- Łódź (11-1914)
- Limanowa (12-1914)
- Bolimov (01-1915)
- Zwinin (02-1915)
- Lacs de Mazurie (II) (02-1915)
- Przasnysz (02-03-1915)
- Schaulen (04-07-1915)
- Gorlice-Tarnów (05-1915)
- Boug (06-08-1915)
- Narew (07-08-1915)
- Novogeorgievsk (08-1915)
- Varsovie (08-1915)
- Sventiany (09-1915)
- Lac Narotch (03-1916)
- Offensive Broussilov (06-1916)
- Offensive de Baranavitchy (07-1916)
- Turtucaia (09-1916)
- Offensive Flămânda (09-1916)
- Argeș (12-1916)
- Offensive Kerenski (07-1917)
- Bataille de Riga (09-1917)
- Opération Albion (09-10-1917)
- Mărășești (08-1917)
- Traité de Brest-Litovsk (03-1918)
- Traité de Brest-Litovsk (03-1918)
- Bakhmatch (03-1918)

Front d'Europe de l’Ouest
Front italien
Front des Balkans
Front du Moyen-Orient
Front africain
Bataille de l'Atlantique
La bataille de Riga (en allemand : Schlacht um Riga, en russe : рижская операция, rijskaïa operatsia) est une bataille de la Première Guerre mondiale début septembre 1917 entre l’Empire allemand et l’Empire russe dirigé par le gouvernement provisoire qui se solde par la prise de Riga par l’armée allemande.

## Contexte
Ayant repoussé l’offensive Kerenski en juillet 1917, le général Erich Ludendorff prépare une offensive sur le front de l’Est, avec pour objectif Pétrograd, le siège du gouvernement provisoire, afin de précipiter une défaite russe. Riga, la capitale du gouvernement de Livonie, constitue alors le verrou bloquant l’avancée allemande vers la capitale russe. La ville est tenue par la XIIe armée du général Parski, appuyée sur une tête de pont sur la rive gauche de la Dvina occidentale vers Jakobstadt. Début août le commandant de la 8e armée allemande, le général von Hutier, est chargé d’élaborer un plan pour capturer Riga. 
Pour cela, il doit recevoir le soutien de troupes disponibles après la fin de l’offensive de Galicie. Prévoyant une attaque allemande, les forces russes réduisent la tête de pont qu’elles tiennent en face de Riga dès le 20 août.

## Déroulement

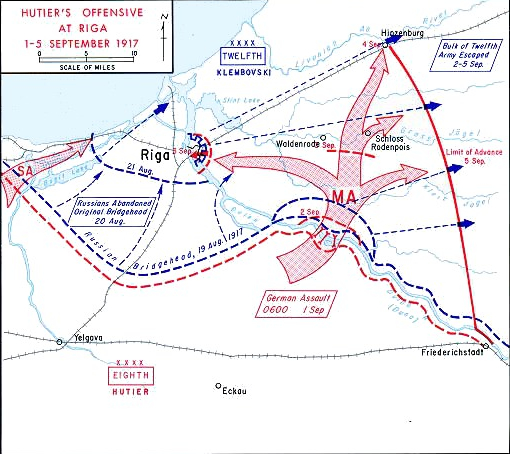
Déroulement de la bataille de Riga.

Après une forte préparation d’artillerie dirigée par le colonel Georg Bruchmüller (1 159 pièces d'artillerie allemandes écrasent avec un mélange d'obus chimiques et conventionnels les 66 pièces de l'artillerie russe), l’affrontement commence le 1er septembre 1917 peu après neuf heures. Les Allemands traversent la Dvina occidentale vers Uexküll, 30 km en amont de Riga. Les premières unités engagées sont la 19e division de réserve ainsi que les 202e et 203e divisions d’infanterie. Elles sont confrontées à la CLXXXVIe division d’infanterie russe qui perd ce jour-là la moitié de ses effectifs. À 14 h 30 trois ponts flottant sont prêts et permettent aux unité suivantes d’atteindre la rive droite. Au soir la 14e division royale bavaroise atteint la petite Jugla et l’armée russe se replie en désordre. Les troupes allemandes sont alors organisées en trois groupes : le groupe ouest du général Julius Riemann doit avancer sur Riga depuis l’est, le groupe central du général Albrecht von Berrer doit se diriger vers le nord pour couper la retraite des forces russes et le groupe est du général Hugo von Kathen doit couvrir les opérations à l’Est.
Le 2 septembre l’armée russe se retirant de la tête de pont en face de Riga offre une farouche résistance, celle des tirailleurs lettons sur la petite Jugla n’est vaincue que dans l’après-midi. Au cours de la nuit la 14e division bavaroise atteint la grande Jugla. Pendant ce temps les troupes allemandes devant Riga avancent au contact des troupes du VIe corps d’armée de Sibérie qui se replient. Un assaut des fortifications est prévu pour le lendemain. Les combats intensifs se poursuivent le 3 septembre et la 2e division de la Garde parvient à occuper l’est de Riga sans combat. La 1re division de réserve prend la ville par l’ouest.
Dans la nuit du 3 au 4 septembre les Allemands interceptent un message radio des Russes détaillant leur plan de repli. Le 4 septembre la 20e division d'infanterie du groupe Berrer parvient à interrompre la route et la voie ferrée menant à Wenden à hauteur de la gare de Hinzenberg. Sur sa gauche la 1re division de la Garde avance jusqu’à la Gauja. Le 5 septembre les combats sont moins intensifs. La XIIe armée russe est en pleine retraite et la 8e armée allemande s’installe dans des positions défensives.

## Conséquences
La 8e armée capture plus de 260 pièces d’artillerie et fait environ 9 000 prisonniers, ses pertes s’élèvent à 4 200 hommes.
L’offensive allemande se poursuit en direction de Jakobstadt (21-22 septembre) et les îles baltes (opération Albion en octobre). La révolution d'Octobre aboutira à un cessez-le-feu sur le front de l'est en décembre 1917, permettant de préparer sur le front de l'ouest l’offensive du printemps 1918 et la mise en pratique à plus grande échelle des tactiques employées à Riga.